# Liga dos Campeões da CAF de 2022–23
A Liga dos Campeões da CAF de 2022–23 é a 59ª edição da maior competição de clubes da África e a 27ª edição sobre o atual formato de competição.

## Alocação das vagas
Todos os 54 membros da CAF podem entrar na Liga dos Campeões da CAF, com os 12 melhores ranqueados de acordo com o Ranking de 5 anos da CAF podendo inscrever duas equipes na competição. O campeão da edição da passada da competição também tem direito a uma vaga.
Para a edição de 2022–23, a CAF usou o ranking entre 2018 e 2022, que calcula pontos para cada associação participante com base na performance dos clubes através destes 5 anos na Liga dos Campeões da CAF e na Copa das Confederações da CAF. Os critérios para os pontos são os seguintes:
|                                  | Liga dos Campeões da CAF | Copa das Confederações da CAF |
| -------------------------------- | ------------------------ | ----------------------------- |
| Campeão                          | 6 pontos                 | 5 pontos                      |
| Vice-campeão                     | 5 pontos                 | 4 pontos                      |
| Eliminado na semifinal           | 4 pontos                 | 3 pontos                      |
| Eliminado nas quartas de final   | 3 pontos                 | 2 pontos                      |
| Terceiro lugar na fase de grupos | 2 pontos                 | 1 ponto                       |
| Quarto lugar na fase de grupos   | 1 ponto                  | 0,5 ponto                     |

Os pontos são multiplicados por um coeficiente de acordo com o ano do seguinte modo:
- 2021–22 – 5
- 2020–21 – 4
- 2019–20 – 3
- 2019 – 2
- 2018 – 1

## Equipes classificadas
As seguintes 58 equipes de 46 associações entraram na competição.
- Equipes (em negrito) se classificaram diretamente a segunda fase.
- As outras equipes entraram na primeira fase.

As associações abaixo são mostradas de acordo com o seu ranking entre 2018 e 2022.
| Associação                                                        | Equipe                                                            | Classificação                                                                                                  |
| Associações elegíveis para entrar com duas equipes (Ranking 1–12) | Associações elegíveis para entrar com duas equipes (Ranking 1–12) | Associações elegíveis para entrar com duas equipes (Ranking 1–12)                                              |
| ----------------------------------------------------------------- | ----------------------------------------------------------------- | --- |
| Marrocos · (1º – 194 pts)                                         | Wydad Casablanca                                                  | Detentor do título (Liga dos Campeões da CAF de 2021–22) Campeão – Campeonato Marroquino de Futebol de 2021–22 |
| Marrocos · (1º – 194 pts)                                         | Raja Casablanca                                                   | Vice-campeão – Campeonato Marroquino de Futebol de 2021–22                                                     |
| Egito · (2º – 176 pts)                                            | Zamalek                                                           | Primeiro lugar após 24 rodadas – Campeonato Egípcio de Futebol de 2021–22                                      |
| Egito · (2º – 176 pts)                                            | Al-Ahly                                                           | Segundo lugar após 24 rodadas – Campeonato Egípcio de Futebol de 2021–22                                       |
| Argélia · (3º – 115 pts)                                          | CR Belouizdad                                                     | Campeão – Campeonato Argelino de Futebol de 2021–22                                                            |
| Argélia · (3º – 115 pts)                                          | JS Kabylie                                                        | Vice-campeão – Campeonato Argelino de Futebol de 2021–22                                                       |
| Tunísia · (4º – 113 pts)                                          | Espérance de Tunis                                                | Campeão – Campeonato Tunisiano de Futebol de 2021–22                                                           |
| Tunísia · (4º – 113 pts)                                          | US Monastir                                                       | Vice-campeão – Campeonato Tunisiano de Futebol de 2021–22                                                      |
| África do Sul · (5º – 109,5 pts)                                  | Mamelodi Sundowns                                                 | Campeão – Campeonato Sul-Africano de Futebol de 2021–22                                                        |
| África do Sul · (5º – 109,5 pts)                                  | Cape Town City                                                    | Vice-campeão – Campeonato Sul-Africano de Futebol de 2021–22                                                   |
| República Democrática do Congo · (6º – 63 pts)                    | TP Mazembe                                                        | Campeão – Campeonato Nacional de Futebol da República Democrática do Congo de 2021–22                          |
| República Democrática do Congo · (6º – 63 pts)                    | AS Vita Club                                                      | Vice-campeão – Campeonato Nacional de Futebol da República Democrática do Congo de 2021–22                     |
| Angola · (7º – 46 pts)                                            | Petro de Luanda                                                   | Campeão – Girabola de 2021–22                                                                                  |
| Angola · (7º – 46 pts)                                            | 1º de Agosto                                                      | Vice-campeão – Girabola de 2021–22                                                                             |
| Sudão · (8º – 33,5 pts)                                           | Al-Hilal                                                          | Campeão – Campeonato Sudanês de Futebol de 2021–22                                                             |
| Sudão · (8º – 33,5 pts)                                           | Al-Merreikh                                                       | Vice-campeão – Campeonato Sudanês de Futebol de 2021–22                                                        |
| Líbia · (9º – 33 pts)                                             | Al-Ittihad                                                        | Campeão – Campeonato Líbio de Futebol de 2021–22                                                               |
| Líbia · (9º – 33 pts)                                             | Al Ahly Tripoli                                                   | Vice-campeão – Campeonato Líbio de Futebol de 2021–22                                                          |
| Guiné · (10º – 31 pts)                                            | Horoya                                                            | Campeão – Campeonato Guineano de Futebol de 2021–22                                                            |
| Guiné · (10º – 31 pts)                                            | Académie SOAR                                                     | Vice-campeão – Campeonato Guineano de Futebol de 2021–22                                                       |
| Tanzânia · (11º – 30,5 pts)                                       | Young Africans                                                    | Campeão – Campeonato Tanzaniano de Futebol de 2021–22                                                          |
| Tanzânia · (11º – 30,5 pts)                                       | Simba                                                             | Vice-campeão – Campeonato Tanzaniano de Futebol de 2021–22                                                     |
| Nigéria · (12º – 26 pts)                                          | Rivers United                                                     | Campeão – Campeonato Nigeriano de Futebol de 2021–22                                                           |
| Nigéria · (12º – 26 pts)                                          | Plateau United                                                    | Vice-campeao – Campeonato Nigeriano de Futebol de 2021–22                                                      |
| Associações elegíveis para entrar com uma equipe                  |                                                                   | |
| Zâmbia · (13º – 24,5 pts)                                         | Red Arrows                                                        | Campeão – Campeonato Zambiano de Futebol de 2021–22                                                            |
| Camarões · (14º – 14,5 pts)                                       | Coton Sport                                                       | Campeão – Campeonato Camaronês de Futebol de 2021–22                                                           |
| Senegal · (15º – 12 pts)                                          | Casa Sports                                                       | Campeão – Campeonato Senegalês de Futebol de 2021–22                                                           |
| Costa do Marfim · (16º – 10,5 pts)                                | ASEC Mimosas                                                      | Campeão – Campeonato Marfinense de Futebol de 2021–22                                                          |
| República do Congo · (17º – 8 pts)                                | AS Otohô                                                          | Campeão – Campeonato Congolês de Futebol de 2021–22                                                            |
| Botswana · (18º – 6 pts)                                          | Gaborone United                                                   | Campeão – Campeonato Botsuano de Futebol de 2021–22                                                            |
| Essuatíni · (21º – 3,5 pts)                                       | Royal Leopards                                                    | Campeão – Campeonato Essuatiniano de Futebol de 2021–22                                                        |
| Mali · (21º – 3,5 pts)                                            | Djoliba                                                           | Campeão – Campeonato Malinês de Futebol de 2021–22                                                             |
| Burquina Fasso · (23º – 3 pts)                                    | Rail Club du Kadiogo                                              | Campeão – Campeonato Burquinense de Futebol de 2021–22                                                         |
| Níger · (24º – 2,5 pts)                                           | ASN Nigelec                                                       | Campeão – Campeonato Nigerino de Futebol de 2021–22                                                            |
| Gana · (24º – 2,5 pts)                                            | Asante Kotoko                                                     | Campeão – Campeonato Ganês de Futebol de 2021–22                                                               |
| Ruanda · (26º – 2 pts)                                            | APR                                                               | Campeão – Campeonato Ruandês de Futebol de 2021–22                                                             |
| Uganda · (26º – 2 pts)                                            | Vipers                                                            | Campeão – Campeonato Ugandense de Futebol de 2021–22                                                           |
| Mauritânia · (28º – 1,5 pts)                                      | FC Nouadhibou                                                     | Campeão – Campeonato Mauritano de Futebol de 2021–22                                                           |
| Benim · (28º – 1,5 pts)                                           | Coton Sport Benin                                                 | Campeão – Campeonato Beninense de Futebol de 2021–22                                                           |
| Moçambique · (30º – 1 pts)                                        | Black Bulls                                                       | Campeão – Moçambola de 2021–22                                                                                 |
| Togo · (30º – 1 pts)                                              | ASKO Kara                                                         | Campeão – Campeonato Togolês de Futebol de 2021–22                                                             |
| Burundi                                                           | Flambeau du Centre                                                | Campeão – Campeonato Burundiano de Futebol de 2021–22                                                          |
| Chade                                                             | Elect Sport FC                                                    | Campeão – Campeonato Chadiano de Futebol de 2021–22                                                            |
| Comores                                                           | Volcan Club                                                       | Campeão – Campeonato Comorense de Futebol de 2021–22                                                           |
| Djibuti                                                           | Arta/Solar 7                                                      | Campeão – Campeonato Djibutiano de Futebol de 2021–22                                                          |
| Etiópia                                                           | Saint George                                                      | Campeão – Campeonato Etíope de Futebol de 2021–22                                                              |
| Gabão                                                             | AS Stade Mandji                                                   | Campeão – Campeonato Gabonês de Futebol de 2021–22                                                             |
| Gâmbia                                                            | Hawks FC                                                          | Campeão – Campeonato Gambiano de Futebol de 2021–22                                                            |
| Guiné Equatorial                                                  | Deportivo Mongomo                                                 | Campeão – Campeonato Guinéu-Equatoriano de Futebol de 2021–22                                                  |
| Lesoto                                                            | Matlama                                                           | Campeão – Campeonato Lesoto de Futebol de 2021–22                                                              |
| Libéria                                                           | Watanga FC                                                        | Campeão – Campeonato Liberiano de Futebol de 2021–22                                                           |
| Madagáscar                                                        | CFFA                                                              | Campeão – Campeonato Malgaxe de Futebol de 2021–22                                                             |
| Malawi                                                            | Nyasa Big Bullets                                                 | Campeão – Campeonato Malauiano de Futebol de 2021–22                                                           |
| República Centro-Africana                                         | Olympic Real de Bangui                                            | Campeão – Campeonato Centro-Africano de Futebol de 2021–22                                                     |
| Seicheles                                                         | La Passe                                                          | Campeão – Campeonato Seichelense de Futebol de 2021–22                                                         |
| Serra Leoa                                                        | Bo Rangers FC                                                     | Campeão – Campeonato Serra-Leonês de Futebol de 2021–22                                                        |
| Sudão do Sul                                                      | Zalan FC                                                          | Campeão – Campeonato Sul-Sudanês de Futebol de 2021–22                                                         |
| Zanzibar                                                          | KMKM                                                              | Campeão – Campeonato Zanzibarita de Futebol de 2021–22                                                         |

| - Cabo Verde - Eritreia - Guiné-Bissau - Ilhas Maurícias - Namíbia - Quênia - Reunião - São Tomé e Príncipe - Somália - Zimbabwe |

## Calendário
O calendário oficial da competição foi lançado em 24 de junho de 2022 no website da CAF.
| Fase           | Rodada           | Data do sorteio        | Partida de ida                 | Partida de volta               |
| -------------- | ---------------- | ---------------------- | ------------------------------ | ------------------------------ |
| Qualificação   | Primeira fase    | 9 de agosto de 2022    | 9–11 de setembro de 2022       | 16–18 de setembro de 2022      |
| Qualificação   | Segunda fase     | 9 de agosto de 2022    | 7–9 de outubro de 2022         | 14–16 de outubro de 2022       |
| Fase de grupos | Primeira rodada  | 12 de dezembro de 2022 | 10–11 de fevereiro de 2023     | 10–11 de fevereiro de 2023     |
| Fase de grupos | Segunda rodada   | 12 de dezembro de 2022 | 17–18 de fevereiro de 2023     | 17–18 de fevereiro de 2023     |
| Fase de grupos | Terceira rodada  | 12 de dezembro de 2022 | 24–25 de fevereiro de 2023     | 24–25 de fevereiro de 2023     |
| Fase de grupos | Quarta rodada    | 12 de dezembro de 2022 | 7 de março de 2023             | 7 de março de 2023             |
| Fase de grupos | Quinta rodada    | 12 de dezembro de 2022 | 17–18 de março de 2023         | 17–18 de março de 2023         |
| Fase de grupos | Sexta rodada     | 12 de dezembro de 2022 | 31 de março–1 de abril de 2023 | 31 de março–1 de abril de 2023 |
| Fase final     | Quartas de final | 5 de abril de 2023     | 21–22 de abril de 2023         | 28–29 de abril de 2023         |
| Fase final     | Semifinais       | 5 de abril de 2023     | 12–13 de maio de 2023          | 19–20 de maio de 2023          |
| Fase final     | Final            | 5 de abril de 2023     | 4 de junho de 2023             | 11 de junho de 2023            |

## Fases de qualificação
O sorteio para a primeira e a segunda fase foi realizado em 9 de agosto de 2022, na sede da CAF, no Cairo, Egito.
Nesta fase, cada vaga foi disputada em partidas de ida e volta. Caso o placar agregado esteja empatado no final da partida de volta a regra do gol fora de casa foi aplicada. Caso o empate ainda persista o vencedor foi definido pela disputa por pênaltis.

### Primeira fase
| Equipe 1               | Total       | Equipe 2        | 1.º jogo | 2.º jogo |
| ---------------------- | ----------- | --------------- | -------- | -------- |
| Rivers United          | 3–1         | Watanga FC      | 3—0      | 0—1      |
| AS Stade Mandji        | 2–3         | Plateau United  | 2–2      | 0–1      |
| ASN Nigelec            | 2–1         | Académie SOAR   | 2–1      | 0–0      |
| APR                    | 1–3         | US Monastir     | 1–0      | 0–3      |
| Olympic Real de Bangui | 0–4         | Vipers          | 0–3      | 0–1      |
| Volcan Club            | w/o         | La Passe        | 1–0      | –        |
| Coton Sport Benin      | 1–4         | ASEC Mimosas    | 1–2      | 0–2      |
| Hawks FC               | w/o         | Horoya          | –        | –        |
| ASKO Kara              | 2–1         | FC Nouadhibou   | 1–1      | 1–0      |
| Casa Sports            | 1–3         | JS Kabylie      | 1–0      | 0–3      |
| Deportivo Mongomo      | 2–5         | Djoliba         | 2–0      | 0–5      |
| Bo Rangers FC          | 0–3         | CR Belouizdad   | 0–0      | 0–3      |
| Zalan FC               | 0–9         | Young Africans  | 0–4      | 0–5      |
| Saint George           | 2–2 (gf)    | Al-Hilal        | 2–1      | 0–1      |
| Arta/Solar 7           | 1–2         | Al-Merreikh     | 1–2      | 0–0      |
| KMKM                   | 0–6         | Al Ahly Tripoli | 0–2      | 0–4      |
| Flambeau du Centre     | 2–2 (gf)    | Al-Ittihad      | 1–0      | 1–2      |
| Elect Sport FC         | 0–4         | Zamalek         | 0–2      | 0–2      |
| Cape Town City         | 2–0         | AS Otohô        | 2–0      | 0–0      |
| Black Bulls            | 1–5         | Petro de Luanda | 0–3      | 1–2      |
| Red Arrows             | 1–2         | 1º de Agosto    | 0–1      | 1–1      |
| Nyasa Big Bullets      | 0–4         | Simba           | 0–2      | 0–2      |
| CFFA                   | 3–5         | Royal Leopards  | 2–3      | 1–2      |
| Matlama                | 0–4         | Coton Sport     | 0–3      | 0–1      |
| Rail Club du Kadiogo   | 1–1 (3–1 p) | Asante Kotoko   | 0–1      | 1–0      |
| Gaborone United        | 2–3         | AS Vita Club    | 1–0      | 1–3      |

### Segunda fase
Os 16 vencedores dessa fase irão avançar para a fase de grupos, enquanto que os 16 perdedores irão para os play-offs da Copa das Confederações da CAF.
| Equipe 1             | Total       | Equipe 2           | 1.º jogo | 2.º jogo |
| -------------------- | ----------- | ------------------ | -------- | -------- |
| Rivers United        | 2–7         | Wydad Casablanca   | 2—1      | 0—6      |
| Plateau United       | 2–2 (gf)    | Espérance de Tunis | 2–1      | 0–1      |
| ASN Nigelec          | 0–3         | Raja Casablanca    | 0–2      | 0–1      |
| US Monastir          | 0–4         | Al-Ahly            | 0–1      | 0–3      |
| Vipers               | 0–0 (4–2 p) | TP Mazembe         | 0–0      | 0–0      |
| La Passe             | 1–15        | Mamelodi Sundowns  | 0–7      | 1–8      |
| ASEC Mimosas         | 1–2         | Horoya             | 0–1      | 1–1      |
| ASKO Kara            | 2–3         | JS Kabylie         | 1–2      | 1–1      |
| Djoliba              | 2–3         | CR Belouizdad      | 2–1      | 0–2      |
| Young Africans       | 1–2         | Al-Hilal           | 1–1      | 0–1      |
| Al-Merreikh          | 3–3 (gf)    | Al Ahly Tripoli    | 2–0      | 1–3      |
| Flambeau du Centre   | 1–6         | Zamalek            | 0–1      | 1–5      |
| Cape Town City       | 0–4         | Petro de Luanda    | 0–3      | 0–1      |
| 1º de Agosto         | 0–4         | Simba              | 0–3      | 0–1      |
| Royal Leopards       | 2–3         | Coton Sport        | 1–1      | 1–2      |
| Rail Club du Kadiogo | 0–0 (3–4 p) | AS Vita Club       | 0–0      | 0–0      |

## Fase de Grupos
O sorteio para a fase de grupos foi realizado em 12 de dezembro de 2022 na sede da CAF no Cairo, Egito. Os 16 vencedores da segunda fase foram sorteados em quatro grupos contendo quatro equipes cada.
As equipes foram divididas nos potes pelo ranking da CAF (em parênteses).
| Equipe             | Pts |
| ------------------ | --- |
| Al-Ahly            | 78  |
| Wydad Casablanca   | 71  |
| Espérance de Tunis | 58  |
| Raja Casablanca    | 54  |

| Equipe            | Pts |
| ----------------- | --- |
| Mamelodi Sundowns | 46  |
| Zamalek           | 43  |
| Petro de Luanda   | 31  |
| Horoya            | 31  |

| Equipe        | Pts  |
| ------------- | ---- |
| Simba         | 28   |
| CR Belouizdad | 27   |
| JS Kabylie    | 22   |
| Al-Hilal      | 19,5 |

| Equipe       | Pts  |
| ------------ | ---- |
| AS Vita Club | 17   |
| Coton Sport  | 14,5 |
| Al-Merreikh  | 9    |
| Vipers       | –    |

| Legenda                   |
| Classificado à Fase Final |
| Eliminado                 |

### Grupo A
| Pos. | Equipe           | Pts | J | V | E | D | GP | GC | SG |
| ---- | ---------------- | --- | - | - | - | - | -- | -- | -- |
| 1    | Wydad Casablanca | 13  | 6 | 4 | 1 | 1 | 7  | 1  | +6 |
| 2    | JS Kabylie       | 10  | 6 | 3 | 1 | 2 | 4  | 5  | –1 |
| 3    | Petro de Luanda  | 7   | 6 | 2 | 1 | 3 | 3  | 5  | –2 |
| 4    | AS Vita Club     | 4   | 6 | 1 | 1 | 4 | 3  | 6  | –3 |

|                  | WYD | JSK | PET | ASV |
| ---------------- | --- | --- | --- | --- |
| Wydad Casablanca |     | 3–0 | 1–0 | 1–0 |
| JS Kabylie       | 1–0 |     | 1–0 | 2–1 |
| Petro de Luanda  | 0–2 | 0–0 |     | 1–0 |
| AS Vita Club     | 0–0 | 1–0 | 1–2 |     |

### Grupo B
| Pos. | Equipe            | Pts | J | V | E | D | GP | GC | SG  |
| ---- | ----------------- | --- | - | - | - | - | -- | -- | --- |
| 1    | Mamelodi Sundowns | 14  | 6 | 4 | 2 | 0 | 14 | 7  | +7  |
| 2    | Al-Ahly           | 10  | 6 | 3 | 1 | 2 | 14 | 8  | +6  |
| 3    | Al-Hilal          | 10  | 6 | 3 | 1 | 2 | 6  | 6  | 0   |
| 4    | Coton Sport       | 0   | 6 | 0 | 0 | 6 | 3  | 16 | –13 |

|                   | MAM | ALA | ALH | COT |
| ----------------- | --- | --- | --- | --- |
| Mamelodi Sundowns |     | 5–2 | 1–0 | 2–1 |
| Al-Ahly           | 2–2 |     | 3–0 | 3–0 |
| Al-Hilal          | 1–1 | 1–0 |     | 2–0 |
| Coton Sport       | 1–3 | 0–4 | 1–2 |     |

### Grupo C
| Pos. | Equipe          | Pts | J | V | E | D | GP | GC | SG  |
| ---- | --------------- | --- | - | - | - | - | -- | -- | --- |
| 1    | Raja Casablanca | 16  | 6 | 5 | 1 | 0 | 17 | 3  | +14 |
| 2    | Simba           | 9   | 6 | 3 | 0 | 3 | 10 | 7  | +3  |
| 3    | Horoya          | 7   | 6 | 2 | 1 | 3 | 4  | 12 | –8  |
| 4    | Vipers          | 2   | 6 | 0 | 2 | 4 | 1  | 10 | –9  |

|                 | RAJ | SIM | HOR | VIP |
| --------------- | --- | --- | --- | --- |
| Raja Casablanca |     | 3–1 | 2–0 | 5–0 |
| Simba           | 0–3 |     | 7–0 | 1–0 |
| Horoya          | 1–3 | 1–0 |     | 2–0 |
| Vipers          | 1–1 | 0–1 | 0–0 |     |

### Grupo D
| Pos. | Equipe             | Pts | J | V | E | D | GP | GC | SG |
| ---- | ------------------ | --- | - | - | - | - | -- | -- | -- |
| 1    | Espérance de Tunis | 11  | 6 | 3 | 2 | 1 | 6  | 4  | +2 |
| 2    | CR Belouizdad      | 10  | 6 | 3 | 1 | 2 | 4  | 2  | +2 |
| 3    | Zamalek            | 7   | 6 | 2 | 1 | 3 | 7  | 9  | –2 |
| 4    | Al-Merreikh        | 5   | 6 | 1 | 2 | 3 | 5  | 7  | –2 |

|                    | ESP | CRB | ZAM | ALM |
| ------------------ | --- | --- | --- | --- |
| Espérance de Tunis |     | 0–0 | 2–0 | 1–0 |
| CR Belouizdad      | 0–1 |     | 2–0 | 1–0 |
| Zamalek            | 3–1 | 0–1 |     | 4–3 |
| Al-Merreikh        | 1–1 | 1–0 | 0–0 |     |

## Fase final

### Sorteio
O sorteio para a fase final ocorreu em 5 de abril de 2023, as 18:30 (UTC+2), em Cairo, Egito.
O mecanismo de sorteio de cada fase é o seguinte:
- No sorteio das quartas de final, os quatro líderes dos grupos serão colocados em um pote, enquanto que os quatro vice-líderes serão colocados em outro. As equipes que finalizaram em primeiro lugar na fase de grupos (pote 1 no sorteio) enfrentarão as equipes que finalizaram em segundo lugar (pote 2). As equipes do mesmo grupo não podem ser sorteadas entre si, podendo ser sorteadas equipes de um mesmo país.
- No sorteio das semifinais não existe cabeça de chave e equipes do mesmo grupo (fase de grupos) e do mesmo país podem ser sorteadas.

| Grupo | Líderes de grupo   | Vice-líderes de grupo |
| ----- | ------------------ | --------------------- |
| A     | Wydad Casablanca   | JS Kabylie            |
| B     | Mamelodi Sundowns  | Al-Ahly               |
| C     | Raja Casablanca    | Simba                 |
| D     | Espérance de Tunis | CR Belouizdad         |

### Chaveamento
|  | Quartas de final   | Quartas de final  | Quartas de final | Quartas de final |   |                      | Semifinais      | Semifinais      | Semifinais      | Semifinais      |  |         | Final           | Final           | Final           | Final           |  |  |
|  | 21 a 29 de abril   | 21 a 29 de abril  | 21 a 29 de abril | 21 a 29 de abril |   |                      | 12 a 20 de maio | 12 a 20 de maio | 12 a 20 de maio | 12 a 20 de maio |  |         | 4 e 11 de junho | 4 e 11 de junho | 4 e 11 de junho | 4 e 11 de junho |  |  |
|  |                    |                   |                  |                  |   |                      |                 |                 |                 |                 |  |         |                 |                 |                 |                 |  |  |
|  | JS Kabylie         | 0                 | 1                | 1                |   |                      |                 |                 |                 |                 |  |         |                 |                 |                 |                 |  |  |
|  | Espérance de Tunis | 1                 | 1                | 2                |   |                      |                 |                 |                 |                 |  |         |                 |                 |                 |                 |  |  |
|  | Espérance de Tunis | 1                 | 1                | 2                |   | Espérance de Tunis   | 0               | 0               | 0               |                 |  |         |                 |                 |                 |                 |  |  |
|  |                    |                   |                  |                  |   | Espérance de Tunis   | 0               | 0               | 0               |                 |  |         |                 |                 |                 |                 |  |  |
|  |                    | Al-Ahly           | 3                | 1                | 4 |                      |                 |                 |                 |                 |  |         |                 |                 |                 |                 |  |  |
|  | Al-Ahly            | Al-Ahly           | 3                | 1                | 4 | 2                    | 0               | 2               |                 |                 |  |         |                 |                 |                 |                 |  |  |
|  | Al-Ahly            |                   |                  |                  |   | 2                    | 0               | 2               |                 |                 |  |         |                 |                 |                 |                 |  |  |
|  | Raja Casablanca    | 0                 | 0                | 0                |   |                      |                 |                 |                 |                 |  |         |                 |                 |                 |                 |  |  |
|  | Raja Casablanca    | 0                 | 0                | 0                |   |                      |                 |                 |                 |                 |  | Al-Ahly | 2               | 1               | 3               |                 |  |  |
|  |                    |                   |                  |                  |   |                      |                 |                 |                 |                 |  | Al-Ahly | 2               | 1               | 3               |                 |  |  |
|  |                    | Wydad Casablanca  | 1                | 1                | 2 |                      |                 |                 |                 |                 |  |         |                 |                 |                 |                 |  |  |
|  | Simba              | Wydad Casablanca  | 1                | 1                | 2 | 1                    | 0               | 1(3)            |                 |                 |  |         |                 |                 |                 |                 |  |  |
|  | Simba              |                   |                  |                  |   | 1                    | 0               | 1(3)            |                 |                 |  |         |                 |                 |                 |                 |  |  |
|  | Wydad Casablanca   | 0                 | 1                | 1(4)             |   |                      |                 |                 |                 |                 |  |         |                 |                 |                 |                 |  |  |
|  | Wydad Casablanca   | 0                 | 1                | 1(4)             |   | Wydad Casablanca (g) | 0               | 2               | 2               |                 |  |         |                 |                 |                 |                 |  |  |
|  |                    |                   |                  |                  |   | Wydad Casablanca (g) | 0               | 2               | 2               |                 |  |         |                 |                 |                 |                 |  |  |
|  |                    | Mamelodi Sundowns | 0                | 2                | 2 |                      |                 |                 |                 |                 |  |         |                 |                 |                 |                 |  |  |
|  | CR Belouizdad      | Mamelodi Sundowns | 0                | 2                | 2 | 1                    | 1               | 2               |                 |                 |  |         |                 |                 |                 |                 |  |  |
|  | CR Belouizdad      |                   |                  |                  |   | 1                    | 1               | 2               |                 |                 |  |         |                 |                 |                 |                 |  |  |
|  | Mamelodi Sundowns  | 4                 | 2                | 6                |   |                      |                 |                 |                 |                 |  |         |                 |                 |                 |                 |  |  |

### Quartas de final
| Equipe 1      | Total       | Equipe 2           | 1.º jogo | 2.º jogo |
| ------------- | ----------- | ------------------ | -------- | -------- |
| JS Kabylie    | 1–2         | Espérance de Tunis | 0–1      | 1–1      |
| Al-Ahly       | 2–0         | Raja Casablanca    | 2–0      | 0–0      |
| Simba         | 1–1 (3–4 p) | Wydad Casablanca   | 1–0      | 0–1      |
| CR Belouizdad | 1–6         | Mamelodi Sundowns  | 1–4      | 1–2      |

### Semifinais
| Equipe 1           | Total    | Equipe 2          | 1.º jogo | 2.º jogo |
| ------------------ | -------- | ----------------- | -------- | -------- |
| Espérance de Tunis | 0–4      | Al-Ahly           | 0–3      | 0–1      |
| Wydad Casablanca   | 2–2 (gf) | Mamelodi Sundowns | 0–0      | 2–2      |

### Finais
| 04 de junho de 2023 | Al-Ahly                 | 2 – 1     | Wydad Casablanca | Estádio Internacional do Cairo, Cairo      |
| 21:00 (UTC+3)       | Tau 45+4' · Kahraba 59' | Relatório | Bouhra 86'       | Público: 50 000 Árbitro: LBY Ibrahim Mutaz |

| 11 de junho de 2023 | Wydad Casablanca | 1 – 1     | Al-Ahly        | Estádio Mohammed V, Casablanca                |
| 20:00 (UTC+1)       | Ounnajem 27'     | Relatório | Abdelmonem 78' | Público: 45 000 Árbitro: ETH Bamlak T. Weyesa |